# جشنواره فیلم ابوظبی
جشنواره فیلم ابوظبی (ADFF) (به عربی: مهرجان أبو ظبي السينمائي) یک جشنواره فیلم بین‌المللی بود که هرساله در ماه اکتبر در ابوظبی پایتخت امارات متحده عربی برگزار می‌شد. این جشنواره که در سال ۲۰۰۷ بنیان گذاشته شد بر سینمای خاورمیانه و شمال آفریقا تمرکز داشت و پس از هشت دوره برگزاری در سال ۲۰۱۵ اداره رسانه امارات اعلام کرد دیگر این جشنواره برگزار نخواهد شد.
جایزه جشنواره ابوظبی، مروارید سیاه نام داشت و توسط اداره فرهنگ و میراث ابوظبی به برندگان اعطا می‌شد. جشنواره ابوظبی برای نخستین بار در میان جشنواره‌های سینمایی کشورهای عرب‌زبان، بخشی را با عنوان کارگردان‌های زن دنیای عرب به اکران آثار شاخص آنان اختصاص داده بود.
ریاست هیأت داوران بخش فیلم‌های بلند داستانی سومین دوره این جشنواره به عهده عباس کیارستمی کارگردان برجسته ایرانی بود.

## بخش‌ها
- فیلم‌های بلند داستانی
- فیلم‌های بلند مستند
- فیلم‌های کوتاه
- آثار کارگردانان زن عرب
- نگاه ویژه به خاورمیانه[۲]

## جایزه‌ها
- بهترین فیلم داستانی
- بهترین کارگردان اول
- بهترین کارگردان خاورمیانه
- بهترین فیلم اول خاورمیانه
- بهترین بازیگران زن
- بهترین بازیگران مرد[۴]